# Sušice III
Sušice III (Horní Předměstí) je část města Sušice v okrese Klatovy v Plzeňském kraji. Nachází se na jihovýchodě Sušice. Sušice III leží v katastrálním území Sušice nad Otavou o výměře 16,6 km².

## Historie
Sušice III byly sušickou částí v letech 1850–1879. Znovu se jí stala v letech 1900–1920 a podruhé 1. října 1980.

## Obyvatelstvo
| Rok            | 1869  | 1880 | 1890  | 1900  | 1910  | 1921 | 1930  | 1950 | 1961 | 1970  | 1980  | 1991  | 2001  | 2011  | 2021  |
| -------------- | ----- | ---- | ----- | ----- | ----- | ---- | ----- | ---- | ---- | ----- | ----- | ----- | ----- | ----- | ----- |
| Počet obyvatel | 1 067 | 0    | 1 335 | 1 397 | 1 353 | 0    | 1 353 | 0    | 0    | 1 344 | 1 301 | 1 285 | 1 260 | 1 392 | 1 290 |
| Počet domů     | 105   | 0    | 114   | 118   | 123   | 126  | 140   | 0    | 0    | 270   | 292   | 325   | 337   | 364   | 374   |